# Platystacus cotylephorus
Platystacus cotylephorus és una espècie de peix de la família dels aspredínids i de l'ordre dels siluriformes.

## Morfologia
- Els mascles poden assolir 31,8 cm de longitud total.[2]

## Hàbitat
És un peix d'aigua dolça i de clima tropical (22 °C-25 °C).

## Distribució geogràfica
Es troba a Sud-amèrica: des de Veneçuela fins al nord del Brasil.